# John Ogu
Ugochukwu John Ogu (* 20. dubna 1988) je nigerijský profesionální fotbalista, který hraje na pozici záložníka za izraelský klub Maccabi Jaffa a nigerijský národní tým.

## Klubová kariéra

### Počátky kariéry
Ogu začal hrát fotbal v mládežnických odděleních Akwa Starlets, Akwa United a Flying Sports Academy. Dne 23. září 2006 zahájil svou seniorskou kariéru ve Slovinsku, když podepsal smlouvu s Drava Ptuj ze slovinské PrvaLigy. Během svého čtyřletého působení vstřelil Ogu osm gólů v 97 zápasech.

### Portugalsko
V létě 2010 Ogu přestoupil do Atlético Clube de Portugal, který hrál v ligové soutěži Terceira Divisão. Po šesti měsících se přestěhoval do sousedního Španělska a podepsal smlouvu s Almeríí, ale hrál pouze v Almeríi B ve třetí divizi. V listopadu 2011 se Ogu vrátil do Portugalska a připojil se k Leirii, ale na konci sezóny tým sestoupil do druhé divize.
V červenci 2012 přestoupil do klubu Académica de Coimbra z Primeira Ligy. Ogu vstřelil svůj první gól ve třetím kole portugalského poháru proti Ponte da Barca. Svůj první ligový gól vstřelil proti Vitórii de Setúbal při rozhodující výhře, která týmu zajistila setrvání v nejvyšší soutěži. Celkově hrál Ogu v Académice dva roky a vstřelil jeden gól v 27 ligových vystoupeních.

### Hapoel Beer Ševa
V sezóně 2014/15 odešel Ogu do Izraele a 2. září 2014 debutoval v Hapoelu Beer Ševa při remíze 0:0 proti Maccabi Petah Tikva v Toto Cupu. Dne 7. září podepsal s Hapoelem čtyřletou smlouvu. O pět dní později debutoval v izraelské Premier League, když si zahrál v zápase proti Bejtaru Jeruzalém na Vasermil Stadium a 29. listopadu vstřelil svůj první gól v Hapoelu při domácím vítězství 4:0 nad Maccabi Netanya. V první sezóně se tým dostal až do finále Izraelského státního poháru, kde prohrál s Maccabi Tel Aviv.
V sezóně 2015/16 si zahrál s Hapoelem v kvalifikaci Evropské ligy UEFA a dokonce vstřelil gól proti FC Thun ze švýcarské Super League, ale tým i tak prohrál v obou zápasech. Později v sezóně vstřelil čtyři góly a u pěti asistoval, podílel se na vítězství lize a byl jedním z kandidátů na titul fotbalisty sezóny.
Při vstupu do sezóny 2016/17 byl Ogu 60 sportovními novináři a profesionály zařazen na webové stránky Walla Sports jako fotbalista číslo 1 v Izraeli. Dne 11. srpna 2016 vyhrál Ogu s Hapoelem izraelský Superpohár po výhře 4:2 nad Makabi Haifa. Později si zahrál s týmem v kvalifikaci Ligy mistrů UEFA a dostal se do fáze playoff, ve které byl vyřazen Celticem, a v důsledku toho spadl do Evropské ligy UEFA. Dne 28. prosince Ogu s Hapoelem vyhrál Toto Cup po vítězství 4:1 nad Hapoel Ironi Kirjat Šmona. Dne 29. dubna 2017 vstřelil vítězný gól v zápase proti Maccabi Tel Aviv, a pomohl tak Hapoelu vyhrát podruhé ligový titul.

### Al-Adalah
V lednu 2020 podepsal Ogu šestiměsíční smlouvu se saúdskoarabským klubem Al-Adalah. Klub opustil po sedmi odehraných zápasech.

### Hapoel Nof HaGalil
Dne 2. února 2022 se Ogu vrátil do Izraele, do konce sezóny se upsal nově postoupivšímu klubu Hapoel Nof HaGalil.

### Maccabi Jaffa
Dne 30. května 2022 podepsal smlouvu s Maccabi Jaffa.

## Reprezentační kariéra
V březnu 2013 byl Ogu povolán do nigerijského národního týmu pro kvalifikaci na Mistrovství světa ve fotbale 2014. Debutoval proti Keni při remíze 1:1, kde byl použit jako náhradník, aby nahradil zraněného Victora Mosese. 31. května vstřelil Ogu svůj první reprezentační gól proti Mexiku v přátelském utkání, které se konalo na Reliant Stadium v Houstonu. 9. června nigerijský trenér Stephen Keshi vybral Oga jako jednoho z 23 hráčů, kteří se zúčastní Konfederačního poháru FIFA 2013.
Dne 18. března 2015 byl povolán spolu s dalšími 27 hráči na plánované přátelské zápasy proti Bolívii a Jižní Africe.
V květnu 2018 byl jmenován do 30členného kádru Nigérie pro Mistrovství světa ve fotbale 2018 v Rusku. Byl zařazen do 23členného týmu pro Africký pohár národů 2019.

## Kariérní statistiky

### Klubové
Platí k 1. červnu 2022.
| Klub               | Sezóna            | Liga                      | Liga   | Liga | Národní pohár | Národní pohár | Ligový pohár | Ligový pohár | Evropa | Evropa | Ostatní | Ostatní | Celkově | Celkově |
| Klub               | Sezóna            | Divize                    | Zápasy | Góly | Zápasy        | Góly          | Zápasy       | Góly         | Zápasy | Góly   | Zápasy  | Góly    | Zápasy  | Góly    |
| ------------------ | ----------------- | ------------------------- | ------ | ---- | ------------- | ------------- | ------------ | ------------ | ------ | ------ | ------- | ------- | ------- | ------- |
| Drava Ptuj         | 2006/07           | PrvaLiga                  | 16     | 0    | 0             | 0             | 0            | 0            | –      | –      | –       | –       | 16      | 0       |
| Drava Ptuj         | 2007/08           | PrvaLiga                  | 27     | 2    | 1             | 0             | 0            | 0            | –      | –      | –       | –       | 28      | 2       |
| Drava Ptuj         | 2008/09           | PrvaLiga                  | 25     | 4    | 1             | 0             | 0            | 0            | –      | –      | –       | –       | 26      | 4       |
| Drava Ptuj         | 2009/10           | PrvaLiga                  | 29     | 2    | 2             | 1             | 0            | 0            | –      | –      | –       | –       | 31      | 3       |
| Drava Ptuj         | Celkově           | Celkově                   | 97     | 8    | 4             | 1             | 0            | 0            | 0      | 0      | 0       | 0       | 101     | 9       |
| Atlético CP        | 2010/11           | Campeonato de Portugal    | 0      | 0    | 1             | 0             |              |              |        |        | –       | –       | 1       | 0       |
| Almería B          | 2010/11           | Segunda División B        | 0      | 0    | 0             | 0             | 0            | 0            | 0      | 0      | –       | –       | 0       | 0       |
| Almería B          | 2011/12           | Segunda División B        | 0      | 0    | 0             | 0             | 0            | 0            | 0      | 0      | –       | –       | 0       | 0       |
| Almería B          | Celkově           | Celkově                   | 0      | 0    | 0             | 0             | 0            | 0            | 0      | 0      | 0       | 0       | 0       | 0       |
| Leiria             | 2011/12           | Primeira Liga             | 17     | 3    | 0             | 0             | 0            | 0            | –      | –      | –       | –       | 17      | 3       |
| Académica          | 2012/13           | Primeira Liga             | 20     | 1    | 2             | 0             | 3            | 0            | 5      | 0      | 1       | 0       | 31      | 1       |
| Académica          | 2013/14           | Primeira Liga             | 7      | 0    | 1             | 0             | 0            | 0            | 0      | 0      | –       | –       | 8       | 0       |
| Académica          | Celkově           | Celkově                   | 27     | 1    | 3             | 0             | 3            | 0            | 5      | 0      | 1       | 0       | 39      | 1       |
| Hapoel Beer Ševa   | 2014/15           | Ligat ha'Al               | 34     | 4    | 6             | 0             | 1            | 0            | –      | –      | –       | –       | 41      | 4       |
| Hapoel Beer Ševa   | 2015/16           | Ligat ha'Al               | 34     | 4    | 3             | 0             | 5            | 0            | 2      | 1      | –       | –       | 44      | 5       |
| Hapoel Beer Ševa   | 2016/17           | Ligat ha'Al               | 30     | 1    | 0             | 0             | 0            | 0            | 13     | 1      | 1       | 0       | 44      | 2       |
| Hapoel Beer Ševa   | 2017/18           | Ligat ha'Al               | 29     | 3    | 2             | 0             | 4            | 0            | 10     | 1      | 1       | 0       | 46      | 4       |
| Hapoel Beer Ševa   | 2018/19           | Ligat ha'Al               | 24     | 1    | 2             | 0             | 1            | 0            | 5      | 2      | 1       | 0       | 33      | 3       |
| Hapoel Beer Ševa   | Celkově           | Celkově                   | 151    | 13   | 13            | 0             | 11           | 0            | 30     | 5      | 3       | 0       | 208     | 18      |
| Al-Adalah          | 2019/20           | Saudi Professional League | 7      | 0    | 1             | 0             | 0            | 0            | –      | –      | –       | –       | 8       | 0       |
| Hapoel Nof HaGalil | 2021/22           | Ligat ha'Al               | 9      | 0    | 0             | 0             | 0            | 0            | –      | –      | –       | –       | 9       | 0       |
| Maccabi Jaffa      | 2022/23           | Liga Leumit               | 0      | 0    | 0             | 0             | 0            | 0            | –      | –      | –       | –       | 0       | 0       |
| Celkově v kariéře  | Celkově v kariéře | Celkově v kariéře         | 308    | 25   | 22            | 1             | 14           | 0            | 35     | 5      | 4       | 0       | 383     | 31      |

### Reprezentační
Platí k 16. červenci 2019.
| Národní tým | Rok     | Zápasy | Góly |
| ----------- | ------- | ------ | ---- |
| Nigérie     | 2013    | 10     | 1    |
| Nigérie     | 2014    | 0      | 0    |
| Nigérie     | 2015    | 2      | 0    |
| Nigérie     | 2016    | 0      | 0    |
| Nigérie     | 2017    | 3      | 1    |
| Nigérie     | 2018    | 7      | 0    |
| Nigérie     | 2019    | 3      | 0    |
| Nigérie     | Celkově | 25     | 2    |

Platí k 16. červenci 2019.
Skóre a výsledky Nigérie jsou vždy zapsány jako první a jsou zvýrazněny.
| No. | Date               | Venue                                         | Opponent | Score | Result | Competition                                      |
| --- | ------------------ | --------------------------------------------- | -------- | ----- | ------ | ------------------------------------------------ |
| 1.  | 31. května 2013    | Reliant Stadium, Houston, USA                 | Mexiko   | 2:1   | 2:2    | Přátelský zápas                                  |
| 2.  | 10. listopadu 2017 | Stade Mohamed Hamlaoui, Constantine, Alžírsko | Alžírsko | 1:0   | 1:1    | Kvalifikace na Mistrovství světa ve fotbale 2018 |

## Úspěchy

### Klubové
Hapoel Beer Ševa
- Izraelská Premier League: 2015/16, 2016/17, 2017/18
- Izraelský Superpohár: 2016, 2017
- Toto Cup: 2016/17